# Strijdbijl

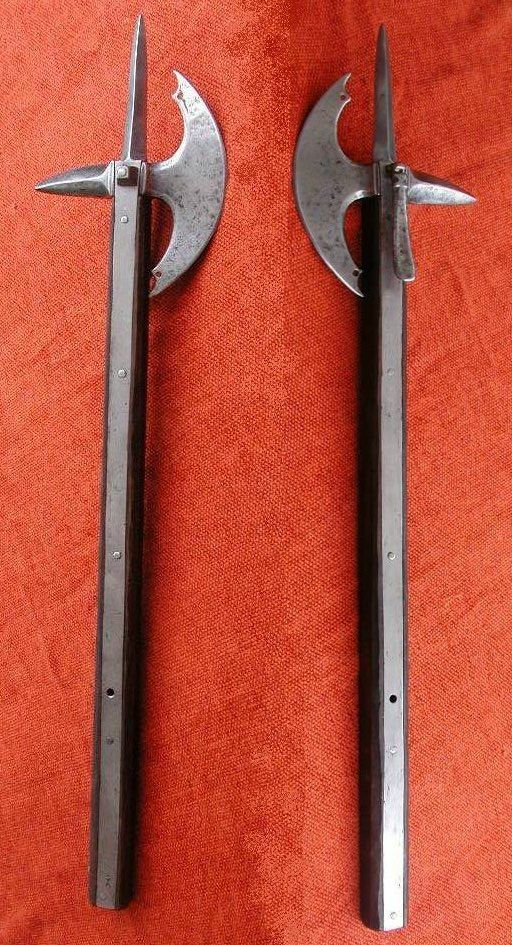
Middeleeuwse strijdbijl voor gebruik te paard, ca. 1475

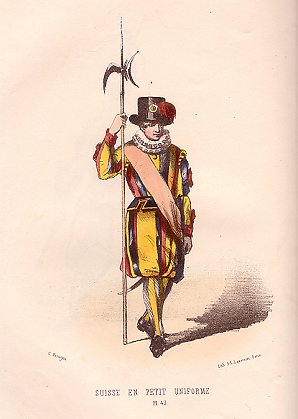
Zwitsers gardist rond 1850, met hellebaard

Een strijdbijl is een bijl die ontworpen is voor gebruik als gevechtswapen, dit in tegenstelling tot de gebruiksbijl. De strijdbijl heeft een lager gewicht en het blad is anders dan bij de gebruiksbijl. Het is platter en gewoonlijk halvemaanvormig.
Een misvatting is dat (sommige) strijdbijlen een dubbele kling zouden hebben. Dat was niet het geval; een dubbele kling zou de bijl veel zwaarder (en dus moeilijker te hanteren) maken, terwijl het een krijger maar een heel klein voordeel zou opleveren. De enige dubbelbijlen die gebruikt werden waren ceremoniële voorwerpen, zoals de labrys in de minoïsche cultuur op Kreta, en sommige houthakkersbijlen. Als materiaal werd oorspronkelijk steen gebruikt, later brons en nog later smeedijzer, waarbij de snede gehard was door middel van koolstof.
Strijdbijlen werden reeds gebruikt in de vroege klassieke oudheid. Bij opgravingen in Egypte, China en het Midden-Oosten werden ze veelvuldig aangetroffen. De Griekse zware infanterie bediende zich van zware enkelvoudige bijlen. Ook het Romeinse leger kende ze, evenals de gewapende troepen tijdens de Grote Volksverhuizing en later de Vikingen. 
Tussen 1100 en 1400 nam de populariteit van de strijdbijl af ten gunste van het zwaard. Naarmate echter de krijgers zich hier tegen konden beschermen met bepantsering en harnassen, werd de strijdbijl in vernieuwde vorm weer ingevoerd. Hierbij was een puntvormig uitsteeksel van belang, waarmee het metaal kon worden doorboord. Aldus ontstond de hellebaard. Een soortgelijke ontwikkeling maakte ook de strijdhamer door.
Door het steeds betere geschut dat in de late middeleeuwen werd ontwikkeld kwam de persoonlijke bepantsering en het gebruik van harnassen tot een einde. Ook de strijdbijl werd daarmee overbodig.
Later kregen de Noord-Amerikaanse indianen via de kolonisten de beschikking over bijlen, waaruit de tomahawk werd ontwikkeld, eveneens een strijdbijl.
Sinds het in onbruik raken van de strijdbijl als serieus wapen vervult ze, met name in de vorm van de hellebaard, vooral een ceremoniële functie. De hellebaard behoort tot de uitrusting van de Zwitserse garde, terwijl ongevaarlijke koperen exemplaren tot in de jaren 60 van de 20e eeuw in gebruik waren bij de suisse.